# Джоплин, Скотт
Скотт Джо́плин (англ. Scott Joplin; 24 ноября 1868 года, Северный Техас — 1 апреля 1917 года, Нью-Йорк) — афроамериканский композитор и пианист, автор 44 регтаймов, наиболее известные из которых — «Артист эстрады» и «Кленовый лист». Считается крупнейшим автором рэгтаймов, однако признание получил лишь после смерти. При жизни его музыка воспринималась афроамериканской общиной как «слишком белая», а белыми — напротив, как «слишком чёрная», не отвечавшая классическим канонам. Интерес к творчеству Джоплина возродился в 1970-х годах. В 1977 году о нём был снят биографический фильм «Скотт Джоплин», главную роль в котором сыграл Билли Ди Уильямс.

## Детство и юность
Предполагается, что Скотт Джоплин родился 24 ноября 1868 года в пригороде Тексарканы, штат Техас. Он был вторым из шести детей в семье Джайлза Джоплина из Северной Каролины (родился около 1842 года) и Флоренс Гивенс из Кентукки (родилась около 1841 года). Старшего брата Скотта звали Монро, а двух младших — Роберт и Уилл, также в семье были две дочери.
Джоплины долгое время переезжали с места на место в поисках лучших условий для жизни. Побывав в Линдене, а затем в Джефферсоне, семья в конечном итоге обосновалась в Тексаркане, где отец трудился в железнодорожной компании, а мать работала уборщицей.
С самого детства Скотт проявлял способности к музыке, что было замечено соседом по дому, чернокожим музыкантом Дж. К. Джонсоном, который согласился научить мальчика нотной грамоте и игре на музыкальных инструментах. Уже в семилетнем возрасте Скотт хорошо играл на фортепиано. К 11 годам он научился с лёгкостью исполнять сложные произведения.
В 1880 году Джайлз Джоплин ушёл из семьи к другой женщине, оставив детей на попечение матери. Биограф Сюзан Кёртис в своей книге «Dictionary of Missouri Biography» придерживается мнения, что возможной причиной расставания родителей Джоплина мог стать тот факт, что Флоренс, которая любила петь и играть на банджо, поддерживала творческие начинания сына. Отец же настаивал на том, чтобы Скотт получал рабочую профессию, которая была бы стабильна и гарантировала хлеб в доме. При этом Джайлз сам когда-то занимался музыкой и играл на скрипке в былые годы рабовладельческого строя.
Джайлз продолжал поддерживать отношения с Флоренс, но никогда больше не жил вместе с бывшей женой и детьми. Финансовое положение матери семейства было отчаянным, ей и детям пришлось спешно переехать в более дешёвый дом, сама она нанялась работницей в дом к зажиточным белым людям. Тем не менее дети продолжали получать образование, а Скотт — и уроки музыки. Старший сын Монро к тому времени уже был достаточно взрослым и зарабатывал себе на жизнь самостоятельно.
Юный Скотт рос серьёзным и амбициозным мальчиком. Во время учёбы в школе одним из его преподавателей был Джулиус Вайс, профессор музыки, иммигрант из Германии. Вайс был поражён талантом Скотта Джоплина и, понимая отчаянное положение его семьи, занимался с ним бесплатно. В период с 1878 по 1883 год учитель прививал Скотту любовь к народной музыке, классическим произведениям и опере. Вайс помогал оценивать музыку и как развлечение, и как искусство, кроме того он помог семье приобрести подержанное фортепиано. Согласно воспоминаниям жены Скотта Джоплина, он никогда не забывал своего первого учителя, и позднее, будучи уже признанным композитором, оказывал Вайсу финансовую помощь. Вайс оказал большое влияние на Джоплина, как композитора. По словам Сюзан Кёртис, «образованный учитель сумел приоткрыть для юного Джоплина дверь в мир музыки, о которой тот и не подозревал».
В возрасте 16 лет Джоплин дебютировал в квартете The Texas Medley Quartette, который также включал его брата Уилла и ещё двух парней из Тексарканы. Их первое выступление состоялось в городке Кларксвилле и имело огромный успех. Тогда же Скотт начал учиться играть на мандолине и гитаре.

## Жизнь на юге. Чикаго

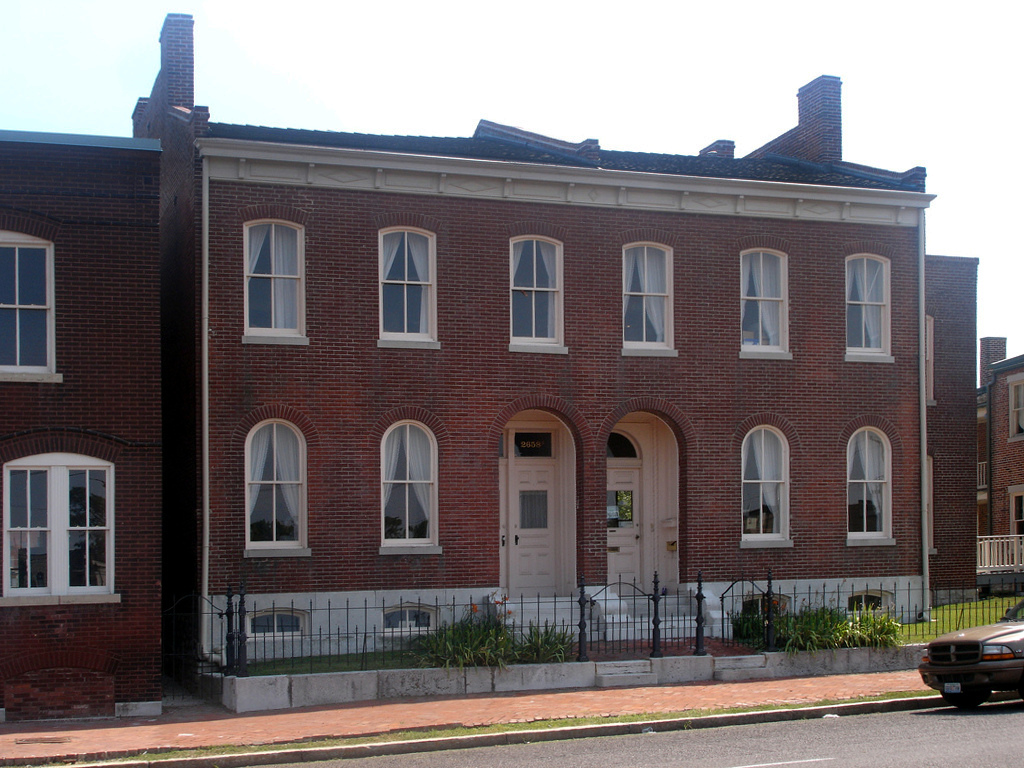
Дом в Сент-Луисе, где жил Джоплин

Успев проявить себя во многих местных музыкальных событиях, в конце 1880-х годов Скотт бросил идею стать железнодорожным рабочим и решил зарабатывать на жизнь в качестве гастролирующего музыканта. Отчасти это решение было связано со смертью матери в 1882 году. Об этом периоде его жизни известно мало. В июле 1891 года он числился одним из членов ансамбля «Менестрели Тексарканы» (англ. Texarkana Minstrels). Коллектив принимал участие в концерте, полученные средства от которого должны были пойти на установку памятника Джефферсону Дэвису. Возможностей чернокожему пианисту заявить о себе было мало. По большей части, такие музыканты играли в церквях или борделях. По данным некоторых исследователей, в то время Скотт Джоплин именно в таких заведениях Сент-Луиса и играл.
На Всемирной выставке 1893 года в Чикаго Скотт Джоплин собрал свой первый полноценный бенд, который исполнял музыку на корнетах. Чикагскую выставку в том году посетило более 27 миллионов человек, что в немалой степени отразилось на всей американской культуре и, в частности, способствовало популяризации регтайма. К 1897 году этот музыкальный жанр был настолько распространён, что тогдашние издания описывали его как «зов дикой природы; музыка, которая взволновала и ускорила ритм жизни людей, выросших в городе».

## Жизнь в Седалии, Миссури

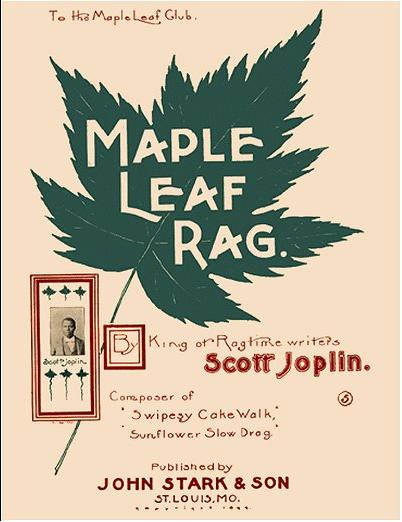
Обложка нот «Регтайм кленового листа» — первого успешного регтайма Джоплина

После выставки, в 1894 году, Скотт Джоплин приехал в город Седалия, округ Петтис, штат Миссури. Первое время ему пришлось жить с семьёй Маршаллов. Артур Маршалл, в то время 13-летний мальчик, стал впоследствии учеником Джоплина и композитором регтаймов.
В Седалии Скотт Джоплин работал музыкальным репетитором, его учениками были ставшие в дальнейшем признанными композиторами Бран Кемпбэлл и Скотт Хэйден. По некоторым данным, Джоплин посещал колледж имени Джорджа Р. Смита, где мог изучать композицию. Однако биограф Эдвард Берлин пишет о том, что архивные записи колледжа сгорели в пожаре 1925 года и нет никаких данных, свидетельствующих о том, что Джоплин действительно проходил там обучение. Кроме того, сомнителен тот факт, что маленький колледж для афроамериканцев мог предоставить курс музыкальных лекций.
Почти 10 лет Скотт Джоплин не имел постоянного места жительства. Он зарабатывал на жизнь выступлениями по всей округе и постоянно переезжал с места на место. Известно, что он играл в таких заведениях, как «Блэк 400» (англ. Black 400) и «Клуб кленового листа» (англ. Maple Leaf Club), сольно и в качестве лидера секстета, исполнявшего танцевальную музыку. Небольшой концертный тур с The Texas Medley Quartette дал возможность Джоплину накопить достаточно денег, чтобы издать в 1895 году свои первые сочинения: песни «Пожалуйста, скажи, ты будешь» (англ. Please Say You Will) и «Её портрет» (англ. A Picture of Her Face). В 1896 поездка в Темпл, штат Техас, дала возможность выпустить ноты ещё нескольких композиций, включая «Crush Collision March». Этот марш приурочен к событию, свидетелем которого Джоплин вполне мог быть — инсценировке столкновения поездов в вымышленном городе Краш 15 сентября.

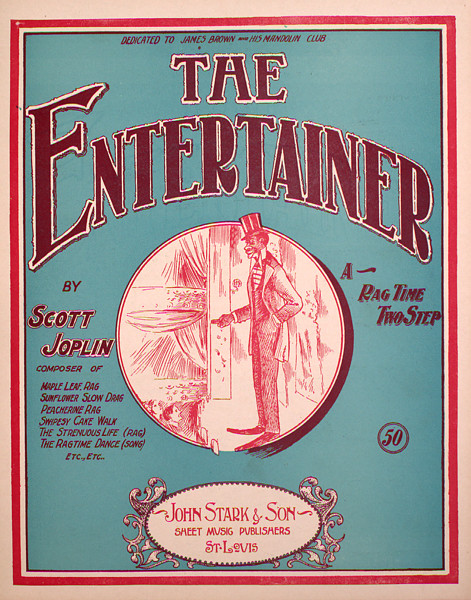
Обложка нот «Артист эстрады» — одной из самых узнаваемых композиций Джоплина

Первый полноценный регтайм «Original Rags» был издан Джоплином в 1897 году. Композиция «Регтайм кленового листа» (англ. «Maple Leaf Rag») была опубликована в 1899 году, хотя есть сведения, что композиция была известна до этого. 10 августа 1899 года Джоплин подписал контракт с Джоном Стиллвеллом Старком, продавцом музыкальных инструментов, который позже стал его главным издателем. В контракте было прописано, что Джоплину полагался один процент авторских отчислений с продажи «Регтайма кленового листа» по минимальной цене в 25 центов. В том же году Скотт Джоплин женился на Белль, свояченице Скотта Хэйдена.
Некоторые биографы Джоплина сходятся на том, что «Регтайм кленового листа» являлся выдающейся для своего времени композицией. По одной из версий, Джоплин стал первым композитором, продавшим миллион бумажных копий регтайма. Руди Блеш писал, что за первые 6 месяцев было распродано 75 тысяч копий и композиция стала первым инструментальным хитом Америки. Эдвард Берлин, напротив, считает, что изначально выпущенные 400 копий расходились в течение целого года и никакого дохода автору поначалу не приносили. Тем не менее «Регтайм кленового листа» стал своеобразным музыкальным столпом, на который равнялись все последующие композиторы этого жанра.
После переезда в начале 1900 года в Сент-Луис у Скотта и Белль родилась дочь. Ребёнок, однако, скончался спустя несколько месяцев. Взаимоотношения с женой усугублялись отсутствием интереса с её стороны к музыке. В конечном итоге пара рассталась и оформила развод. Несмотря на разрыв отношений, композитору удалось в этот период написать одни из своих самых знаменитых композиций: «Артист эстрады» (англ. The Entertainer), «Величественный марш» (англ. March Majestic), «Танец регтайм» (англ. The Ragtime Dance).
В июне 1904 супругой Джоплина стала Фредди Александр из Арканзаса, 19-летняя девушка, которой он посвятил композицию «Хризантема» (англ. The Chrysanthemum). Фредди умерла 10 сентября 1904 года из-за осложнения после простуды. Первой работой Скотта после потери любимой стало сочинение «Бетина», с подзаголовком «Концертный вальс» (англ. Bethena, A Concert Waltz), который критики называют «очаровательным и прекрасным сочинением, по праву входящим в список лучших регтайм-вальсов».
Чуть позже Джоплину удалось собрать команду из 30 музыкантов и создать свою первую регтайм-оперу «Почётный гость». Данных о количестве постановок и отзывах аудитории не сохранилось.

## Поздние годы
Переехав в 1907 году в Нью-Йорк, где, как ему казалось, он мог бы найти продюсера для своей новой оперы «Тримониша», Скотт Джоплин познакомился с Лотти Стоукс, на которой женился в 1909 году. В 1911 году, так и не найдя издателя, Джоплин был вынужден сам финансировать постановку «Тримониши» в упрощённом варианте — фортепиано и вокал. В 1915 году, в бесконечных попытках донести свою оперу до зрителя, он организовал выступление в репетиционном зале Гарлема. Публика, избалованная грандиозными европейскими оперными представлениями, холодно восприняла скромное творение Джоплина. Многие из аудитории просто вставали и уходили посреди музыкального номера. После такого провала Джоплин оказался банкротом. По мнению его биографов, он пожертвовал коммерческой составляющей в пользу искусства, но на тот момент эта сторона музыки почти не воспринималась чернокожим населением. «Тримониша» была успешно поставлена в самых именитых театрах США лишь 60 лет спустя.
В 1914 году Скотт и Лотти самостоятельно издали композицию «Притягательный регтайм» (англ. Magnetic Rag). Биограф Вера Лоуренс пишет, что Джоплин уже тогда знал о своей прогрессирующей болезни — сифилисе. Не щадя здоровья, он денно и нощно записывал оркестровые партии для «Тримониши», пока вся опера не была переложена на бумагу.

## Смерть
К 1916 году у Джоплина была хроническая стадия сифилиса, а также появились признаки слабоумия. В январе 1917 года его доставили в психиатрическую клинику Манхэттена. Композитор умер 1 апреля 1917 года в результате сифилитической энцефалопатии — деменции. Его похоронили на кладбище для бедняков, где могила оставалась необозначенной в течение 57 лет. Лишь в 1974 году на кладбище Сент-Майкл в Восточном Элмхерсте было установлено надгробие с именем Скотта Джоплина.

## Сочинения
Классическая музыка, народные напевы, которые Джоплин с детства впитывал в Тексаркане, госпелы, спиричуэлзы, а также танцевальная музыка позволили композитору развить собственный стиль. Этот стиль, названный «регтаймом», включал как традиционные мотивы американской музыки, так и европейские черты. Несмотря на то, что новый жанр был популярен всего на протяжении примерно 25 лет, рэгтайм внёс значительный вклад в дальнейшее развитие джаза.
В период, когда Джоплин начинал учиться игре на музыкальных инструментах, в серьёзных музыкальных кругах к регтайму относились, как к музыке «вульгарной, пустой и бессмысленной, полной противоположностью работам мастеров с Tin Pan Alley». Однако Джоплину удалось облагородить жанр, регтайм перестал быть «музыкой, которую исполняли бродячие пианисты в дешёвых барах», но соединил в себе синкопированную ритмику афроамериканской национальной музыки и европейский романтизм.
По словам Мартина Уильямса, «регтайм стал афроамериканской версией польки с маршевыми элементами, присущими творчеству Джона Суза». Хотя в дальнейшем регтаймы послужили одной из основ джаза, Скотт Джоплин позиционировал свою музыку, как классическую, которую следует играть строго по нотам безо всяких импровизаций. Он считал, что регтайм — жанр композиторской музыки, и разрабатывается с той же тщательностью, что и, например, этюды Шопена, поэтому относиться к регтайму надо с подобающей серьёзностью.
Известно о сочинении Скоттом Джоплином музыки для кинофильма 1904 года «Чистильщик обуви» (англ. The Gay Shoe Clerk).

Сочинения Скотта Джоплина (обложки нот)
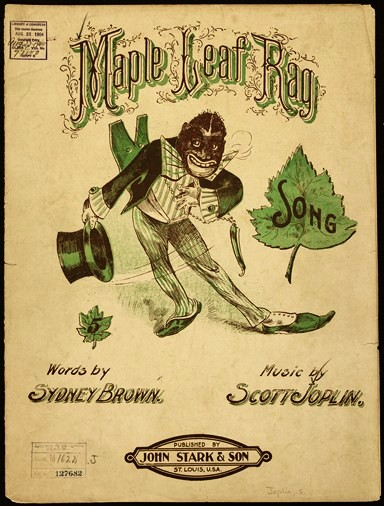
«Регтайм кленового листа» (1899)
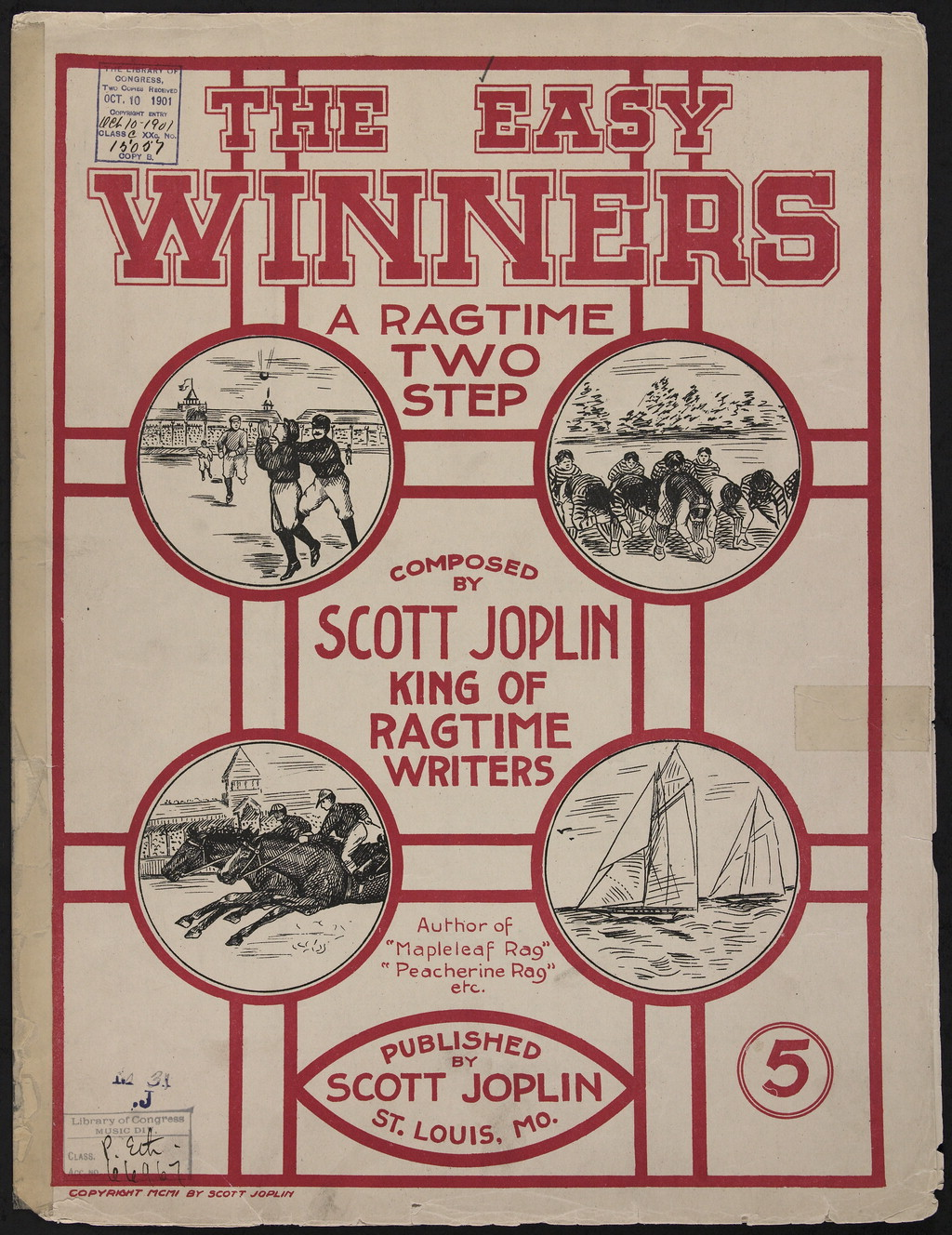
«Фавориты соревнований» (1901)
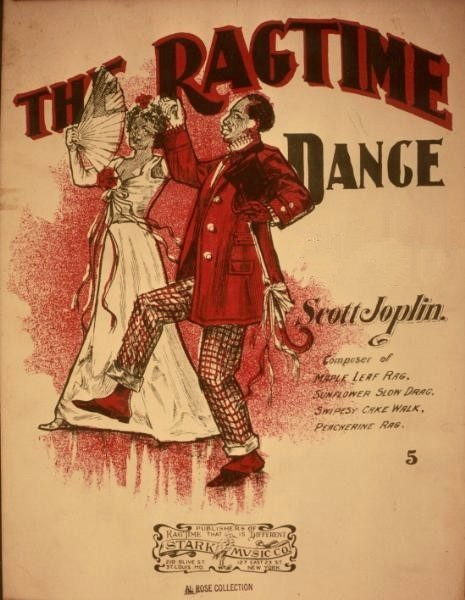
«Танец регтайма» (1902)
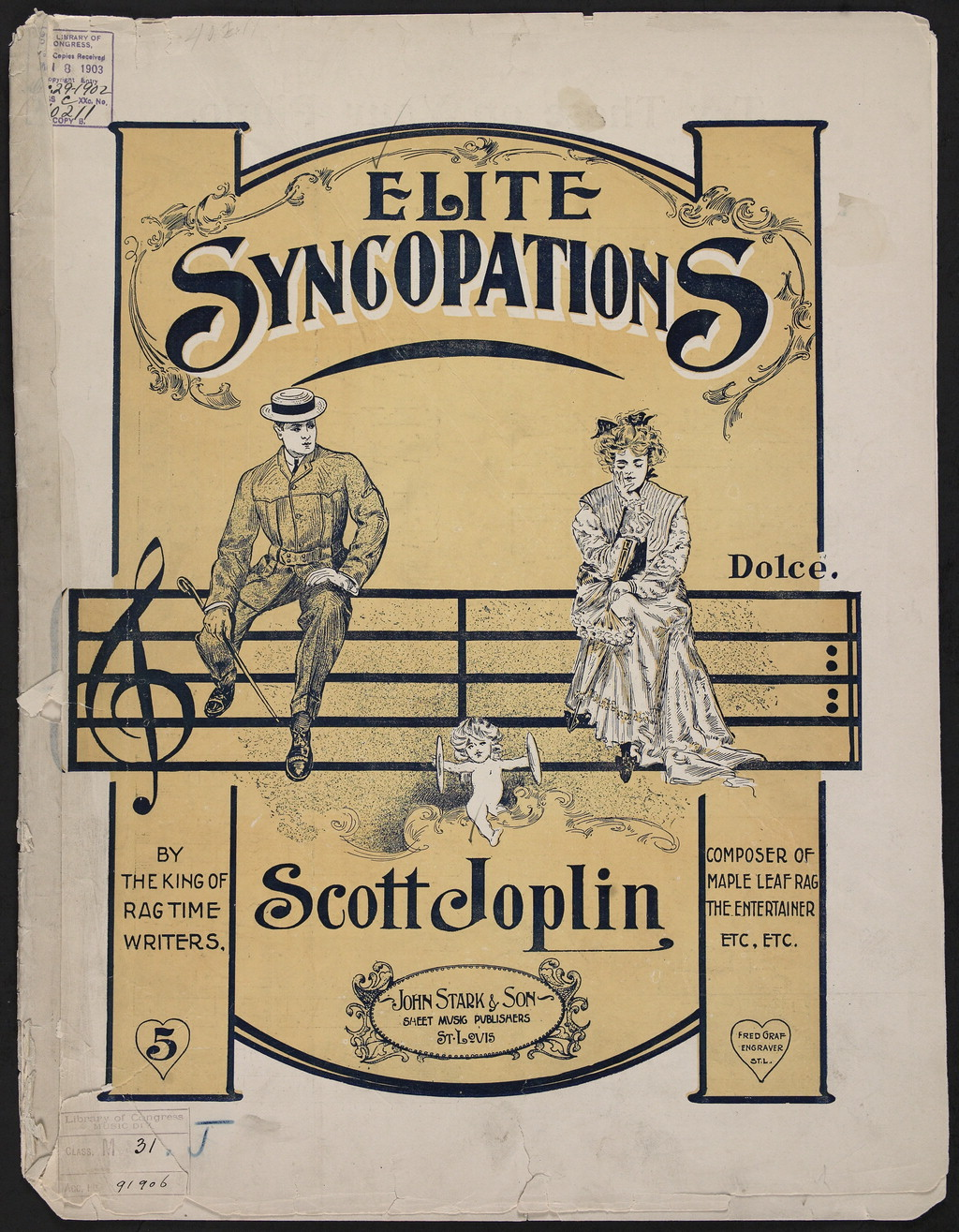
«Элитные синкопы» (1903)
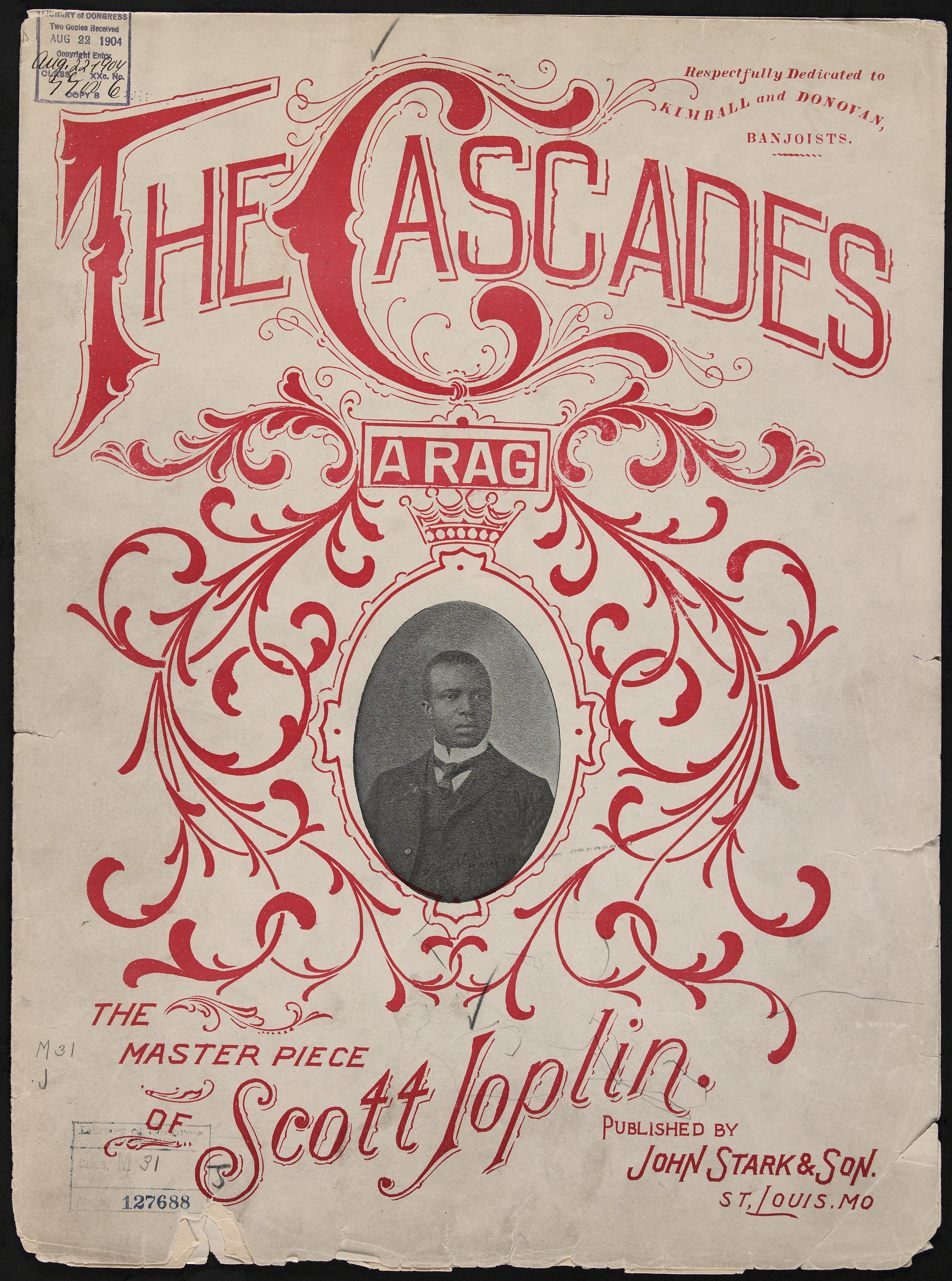
«Каскады» (1904)
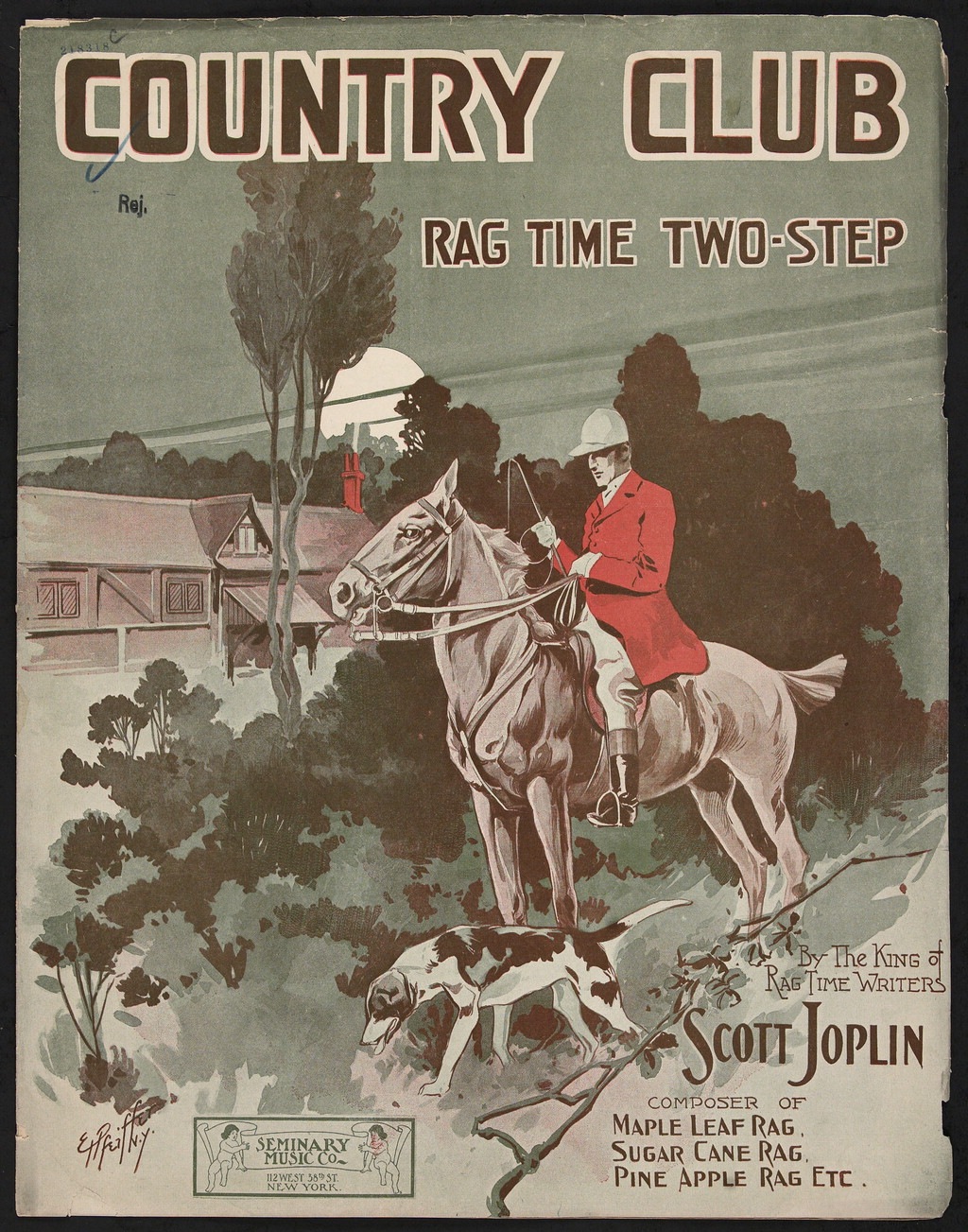
«Сельский клуб» (1909)
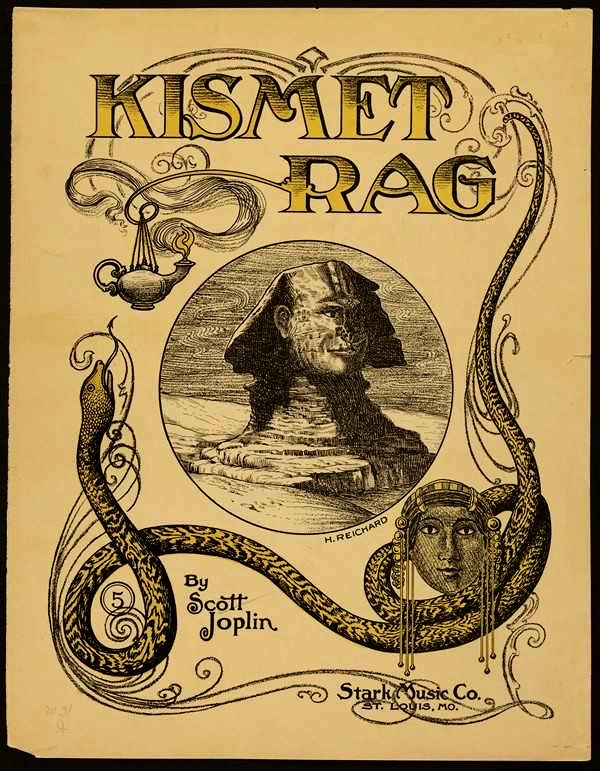
«Регтайм судьбы» (1913)

### Опера «Тримониша»

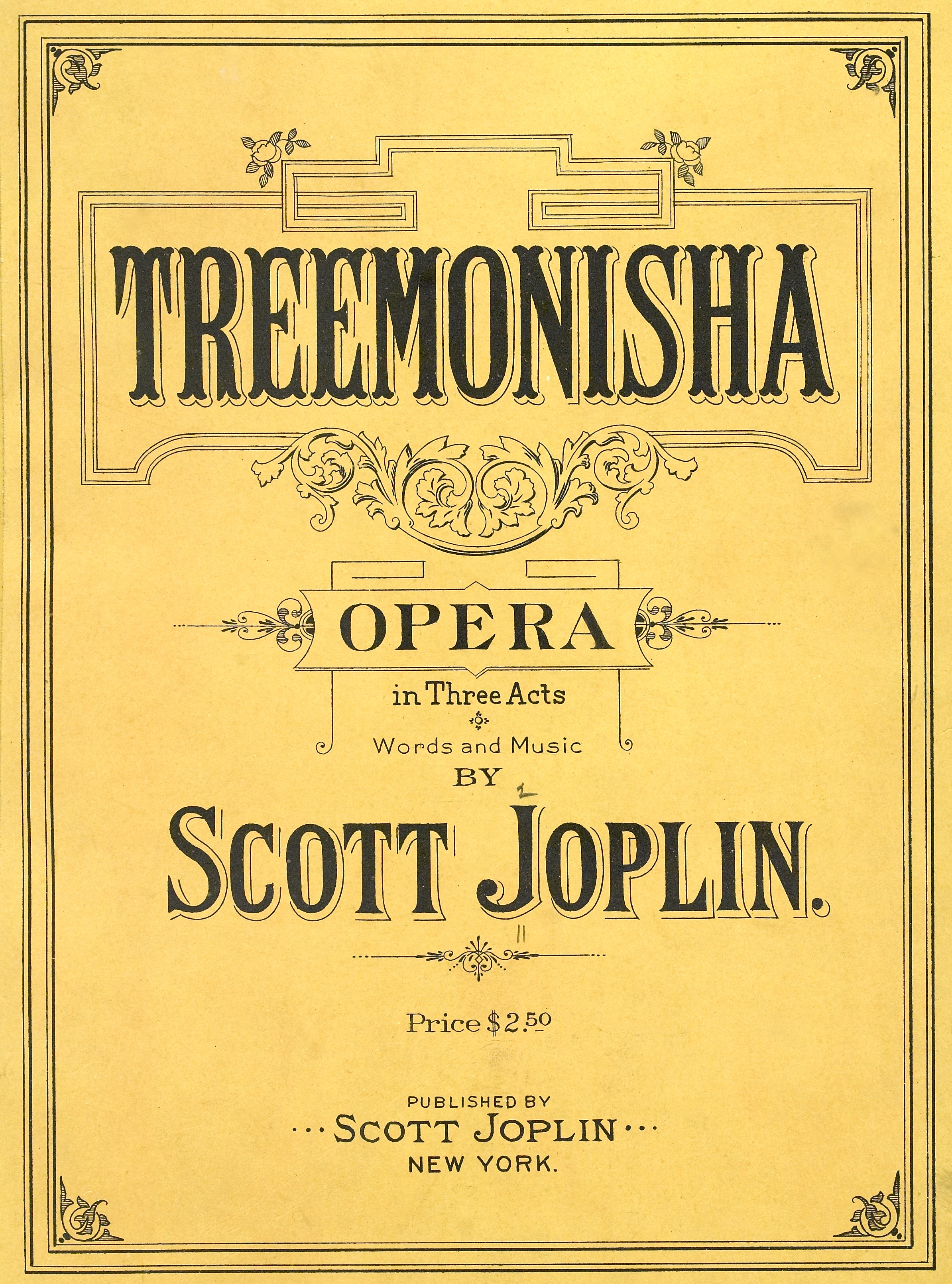
Обложка нотной записи к опере «Тримониша»

«Тримониша» была написана Джоплином в 1910 году. Действующие лица оперы — бывшие чернокожие рабы, действие разворачивается в глухом лесу неподалёку от Тексарканы. В центре повествования — 18-летняя девушка Тримониша, которую обучает грамоте белая женщина. Тримониша не желает мириться с суевериями и предрассудками, царящими в общине. После того как местные колдуны обманули её приёмную мать Монишу, продав ей «мешок со счастьем», Тримониша разоблачает мошенников. Чтобы отомстить, колдуны похищают Тримонишу и собираются бросить её в осиное гнездо. Влюбленный в Тримонишу Римус в последний момент успевает спасти девушку. Пара возвращается в деревню, жители которой просят девушку стать их духовным лидером и избавить простых негров от предрассудков и невежества.
Джоплин написал как либретто, так и оперные оркестровки. «Тримониша» включает: увертюру, речитативы, хоры, ансамбли, арии и танцевальные номера. По мнению биографов, в работе Джоплина прослеживаются некоторые параллели с операми Рихарда Вагнера. Так, священное дерево, под которым приёмная мать находит Тримонишу, напоминает дерево, из ствола которого Зигмунд в опере «Валькирия» достаёт заколдованный меч, а история Тримониши, рассказываемая ей в арии Мониши, перекликается с историей Зигфрида из одноимённой оперы. Также в работе Джоплина чувствуется влияние американского фольклора, в частности, история с осиным гнездом является отсылкой к рассказу о Братце Кролике и терновом кусте.
Эдвард Берлин отмечает, что сюжет «Тримониши» был тесным образом связан с жизнью самого Джоплина и являлся в своём роде призывом афроамериканскому народу избавляться от невежества, получать образование и стать независимым. Лотти Джоплин (третья жена Джоплина) видела связь между устремлениями, которыми была движима Тримониша, и надеждами самого композитора.
После публикации оперы в 1911 году «Журнал американских музыкантов и искусств» (англ. American Musician and Art Journal) охарактеризовал «Тримонишу» как «совершенно новую форму оперного искусства». Позднее критики признавали, что «Тримониша» занимает особое место в истории американского театра и музыки, так как это была первая опера, в которой героиня боролась за свои гражданские права, говорила о важности образования и взывала к обретению независимости афроамериканским народом. «Тримониша» была написана за 25 лет до сотворения Джорджем Гершвином оперы «Порги и Бесс», в которой использовались приёмы Джоплина и которая вобрала в свою музыкальную структуру регтаймы, госпелы и спиричуэлы.

### Исполнительские навыки
Относительно навыков игры Джоплина на фортепиано мнения критиков неоднозначны. В выпуске газеты Седалии от 1898 года говорилось, что музыкант владеет отличной фортепианной техникой. Сын издателя Джона Старка свидетельствовал, однако, о том, что Скотт был довольно посредственным пианистом и предпочитал сочинять музыку за столом, нежели за инструментом. Арти Мэттьюс вспоминал о том, «какое удовольствие доставляло музыкантам Сент-Луиса обыгрывать Джоплина в темпе и технике игры».
Джоплин не делал аудиозаписей при жизни, однако после него осталось семь перфорированных лент для механического пианино, которые были сделаны в 1916 году. Берлин пишет о том, что к моменту, когда Джоплин переехал в Сент-Луис, у него уже наблюдались признаки сифилиса, начались треморы и нарушения речи. Возможно, именно в связи с этим запись «Регтайм кленового листа», сделанная в июне 1916 года, была охарактеризована биографом Блешем, как «шокирующая в своей неорганизованности и неприятная на слух». Ряд критиков высказывал противоречивые мнения относительно качества игры Джоплина и степени сохранности самих перфорированных лент. Берлин же отзывается о ленте «Регтайм кленового листа» крайне негативно, но подчёркивает, что записи не отражают в полной мере мастерства композитора, так как были сделаны на закате лет Джоплина в период прогрессирующих болезней.

## Наследие и отзывы

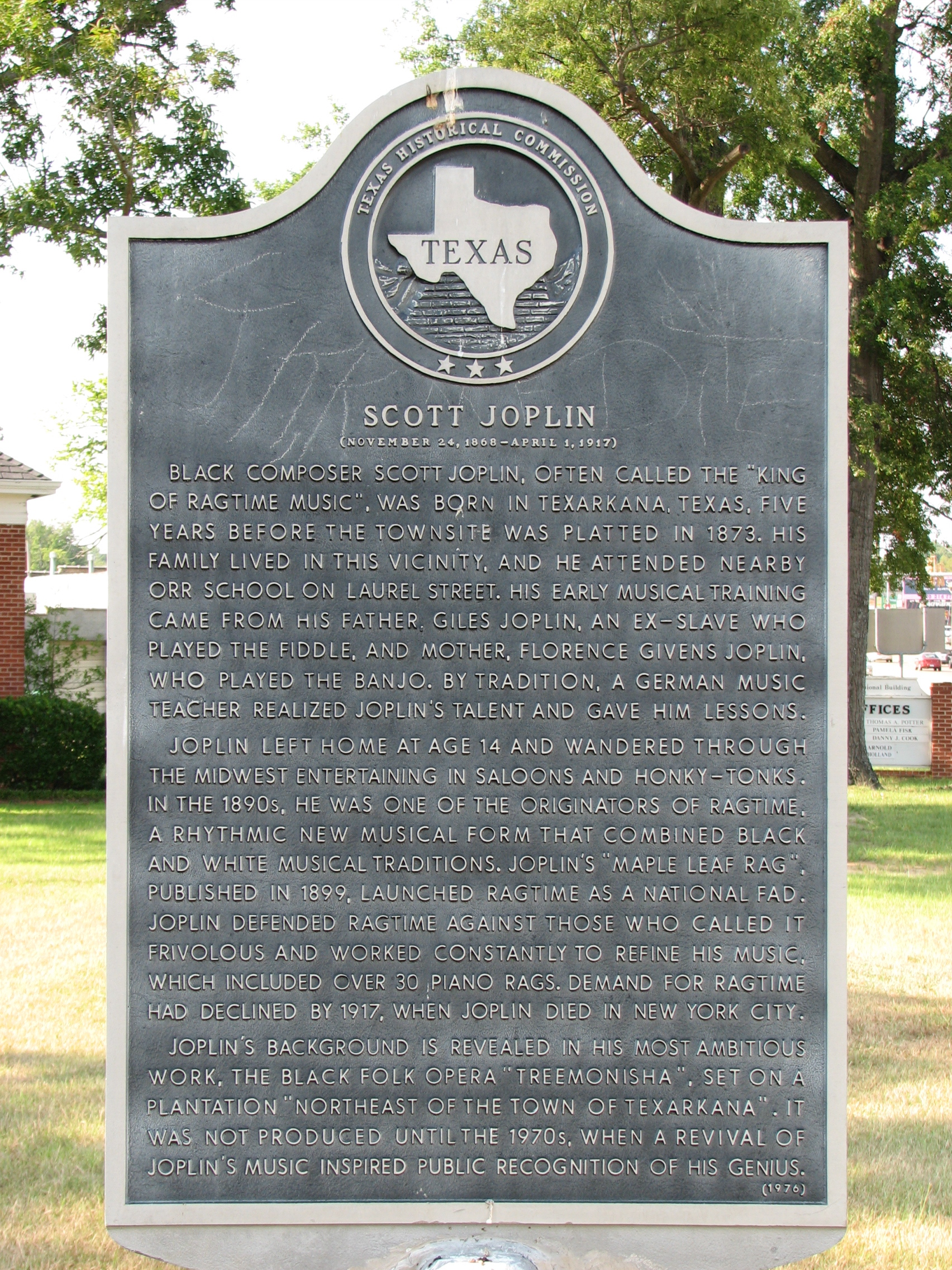
Мемориал, установленный в честь Скотта Джоплина в Техасе

Джоплин и его последователи сумели дать развитие американской популярной музыке, обновили её звучание. По словам Скотта и Руткоффа, «синкопированность и ритмический драйв музыки Джоплина подкупили городских жителей, регтаймы выражали подлинную энергетику тогдашних американских городов».
Джошуа Рифкин писал, что «все работы Джоплина были проникнуты глубоким лиризмом, и даже в самых жизнерадостных его регтаймах чувствовались ноты отчаяния и меланхолии… мало что связывало стиль Джоплина и музыку его последователей». Историк Билл Раерсон говорил, что «Джоплин сделал для регтайма то же, что в своё время сделал Шопен для мазурки. Его мелодии были одновременно мучительными и прекрасными серенадами, напоминали и болеро, и танго одновременно». Сьюзан Кёртис писала, что «музыка Джоплина совершила революцию в американской культуре, освободив её от строгости и сдержанности викторианской эпохи».
Композитор и актёр Макс Морат говорил о том, что бо́льшая часть работ Джоплина при жизни самого композитора не снискала такой же популярности, как «Регтайм кленового листа», так как «нарастающая лирическая изысканность и сложные синкопы Джоплина оставались непонятыми для публики». Согласно биографу Йену Уиткомбу, Джоплин осознавал, что первая успешная композиция — «Регтайм кленового листа» — принесёт ему славу короля регтаймов, но он также понимал, что не станет сверхпопулярным при жизни. «Может, когда меня не будет в живых уже лет 25, обо мне начнут вспоминать», — сказал однажды Джоплин своему другу. Посмертная слава пришла к нему через 30 лет. Чуть позднее Руди Блеш написал работу, посвящённую Скотту Джоплину, об истории возникновения и развития регтаймов.
Как один из первых чернокожих композиторов популярной и классической музыки, Джоплин сумел проложить путь для последователей, чтобы те смогли донести свою музыку до любой аудитории. Биограф Флойд Левин отмечал, что «те немногие, кто осознаёт его величие, склоняют головы в печали, так как он был королём композиторов регтайма, он был человеком, который подарил Америке её национальную музыку».

## Возрождение интереса к творчеству в 1970-х годах
После смерти Джоплина популярность его музыки пошла на спад, место регтайма занял джаз. Несмотря на это, такие выдающиеся музыканты, как Томми Дорси в 1936 году, Джелли Ролл Мортон в 1939 году и Рассел Робинсон в 1947 году, выпускали записи композиций Джоплина в своём исполнении. Композиция «Регтайм кленового листа» чаще всего появлялась на грампластинках.
В 1960-х годах началось постепенное возрождение интереса к классическому регтайму благодаря работам Требора Тихенора, Уильяма Болкома, Уильяма Олбрайта и Руди Блеша. В 1970 студия Audiophile Records выпустила два альбома в исполнении Ноки Паркера: «Полное собрание фортепианных сочинений Скотта Джоплина» (англ. The Complete Piano Works of Scott Joplin) и «Величайший из композиторов регтаймов» (англ. The Greatest of Ragtime Composers).
В 1968 году Болком и Олбрайт сумели заинтересовать молодого дирижёра и музыковеда Джошуа Рифкина сочинениями Джоплина. Втроём они вели музыкальные вечера на радиостанции WBAI, посвящённые в том числе и регтайму. В ноябре 1970 Рифкин записал альбом под названием «Скотт Джоплин: Фортепианные регтаймы» (англ. Scott Joplin: Piano Rags), изданный компанией «Нансач» (англ. Nonesuch) и распроданной тиражом в 100 000 копий в течение года, а в дальнейшем тираж альбома превысил 1 000 000 экземпляров. В хит-параде журнала Billboard от 28 сентября 1974 года первая часть альбома достигла пятой строчки, его вторая часть заняла четвёртую позицию, а полная версия добралась до третьего места. Все сборники сумели продержаться в чарте 64 недели. В тот год музыкальные магазины впервые выставили альбомы с регтаймами на полки вместе с классической музыкой. В 1971 году альбом Рифкина был номинирован на две премии «Грэмми»: «Лучшее оформление пластинки» и «Лучшее инструментальное сольное выступление». Рифкин также участвовал в третьей номинации, не связанной с Джоплином, однако на церемонии 14 марта 1972 года он не получил ни одной награды. В 1974 году состоялся концертный тур Рифкина, который включал выступления для телеканала BBC. В 1979 году Алан Рич писал в New York Magazine о том, что «Рифкину практически в одиночку удалось возродить творческое наследие Скотта Джоплина».

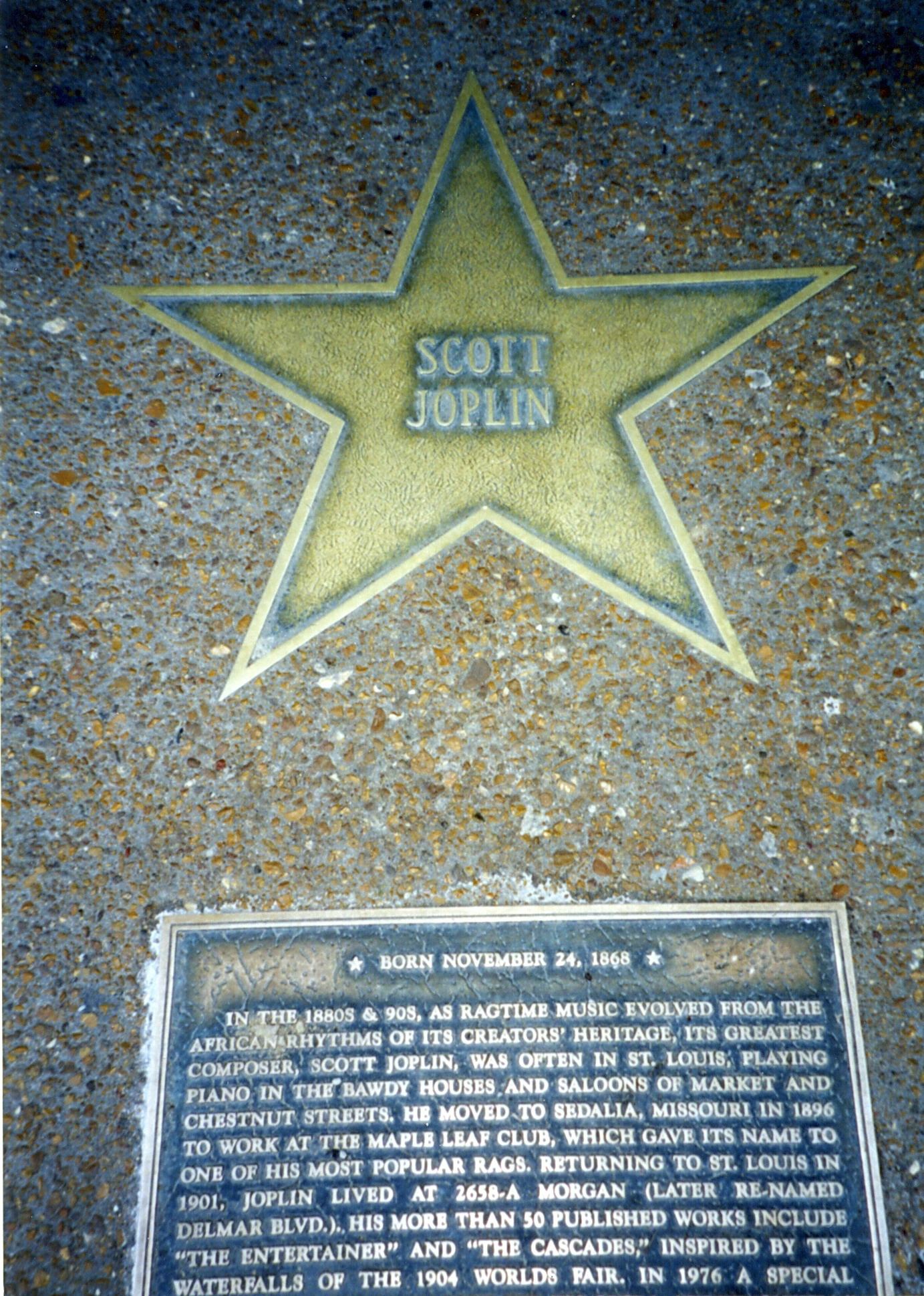
Звезда Скотта Джоплина на Аллее славы в Сент-Луисе

В январе 1971 музыкальный критик The New York Times Гарольд Шонберг написал статью под заголовком «Учёные, займитесь-ка Скоттом Джоплином!» (англ. Scholars, Get Busy on Scott Joplin!). Это послужило сигналом музыковедам вплотную заняться исследованием работ Джоплина и в конечном итоге признать гениальность композитора, непонятого при жизни.
В середине февраля 1973 года Новоанглийский ансамбль регтаймов под управлением Гюнтера Шуллера записал альбом «Джоплин: Красная книга» (англ. Joplin: The Red Back Book). На 16-й церемонии «Грэмми» запись получила премию в номинации «Лучшее камерное исполнение», а также стала лучшим классическим альбомом 1974 года по версии журнала Billboard. Позже оркестр записал ещё два диска: «Ещё больше регтаймов Скотта Джоплина» (англ. More Scott Joplin Rags) (1974) и «Путь от регтаймов к джазу» (англ. The Road from Rags to Jazz) (1975).
В 1973 году продюсер Джордж Рой Хилл обратился к Рифкину и Шуллеру с просьбой написать саундтрек к его готовящемуся фильму «Афера», однако они оба отвергли предложение сотрудничества. Тогда Хилл связался с композитором Марвином Хэмлишем, который предложил в качестве музыки к фильму регтаймы Джоплина с небольшими корректировками. В итоге саундтрек к «Афере» принёс Хэмлишу 2 апреля 1974 года премию «Оскар» в номинации «Лучшая музыка к фильму». Его версия регтайма «Артист эстрады» достигла третьей строки хит-парадов журнала Billboard и American Top 40. Благодаря фильму работы Джоплина стали высоко цениться в музыкальных кругах, став «классическим феноменом десятилетия». Рифкин и Шуллер, однако, скептически отнеслись к успеху и наградам Хэмлиша за «музыку, которую он сам не сочинял, и аранжировки, которых не создавал».
22 октября 1971 года части из «Тримониши» были представлены на концерте в Линкольн-центре. На сцене выступали Рифкин, Болком, пианистка Мэри Лу Уильямс, а также группа вокалистов. 28 января 1972 была организована постановка оперы с оркестровками композитора Томаса Андерсона и хореографией Кэтрин Данэм. Певцам аккомпанировал симфонический оркестр Атланты под управлением Роберта Шо. В февральском номере The New York Times за 1972 год Гарольд Шонберг отметил, что «возрождение интереса к творчеству Джоплина продолжается в полную силу». В мае 1975 года «Тримониша» была поставлена Гюнтером Шуллером в Хьюстон Гранд Опера и выдержала несколько представлений. Затем в октябре и ноябре оперу показывали на Бродвее.
В 1974 году королевский театр оперы и балета Ковент-Гарден под руководством Кеннета Макмиллана осуществил постановку одноактного балета «Элитные синкопы» (англ. Elite Syncopations) по мотивам произведений Джоплина. В том же году свет увидела ещё одна балетная постановка по произведениям Джоплина: «Красная книга» с хореографией Джона Клиффорда.

## Биографический фильм
В 1977 году режиссёр Джереми Каган снял биографический телевизионный фильм «Скотт Джоплин». В главных ролях снялись Билли Ди Уильямс, Клифтон Дэвис, Маргарет Эйвери, Арт Карни и другие. В 1979 году фильм получил награду американской Гильдии сценаристов.

## Награды и почётные звания
1970: имя Скотта Джоплина включено Национальной академией популярной музыки США в Зал славы композиторов.
1976: Джоплин посмертно награждён Пулитцеровской премией за особый вклад в развитие американской музыки.
1983: Почтовой службой США в рамках серии «Чёрное наследие» (англ. Black Heritage) выпущена серия марок, посвящённая культурному наследию чернокожих жителей Америки, и в том числе Скотту Джоплину (двадцатицентовая марка вышла 9 июня).
1989: на Аллее славы в Сент-Луисе открыта звезда Скотта Джоплина.
2002: собрание перфорированных лент для механического пианино с записанной на них игрой Джоплина начала 1900-х годов включено Национальным комитетом сохранения аудиозаписей в Национальный реестр звукозаписи Библиотеки Конгресса США.